# Zoilos d'Amfípolis
Zoilos d'Amfípolis (grec antic: Ζώιλος; llatí: Zoilus) fou un gramàtic grec nadiu d'Amfípolis.
Podria haver viscut a l'època de Ptolemeu II Filadelf. Vitruvi diu que va anar a Alexandria cercant el patronatge del rei, però no fou tractat correctament, atès que Ptolemeu estava disconforme amb l'opinió de Zoil sobre els poemes d'Homer; aquest relat és probablement erroni i va viure una mica abans, en temps de Demòstenes, a la meitat del segle iv aC. Alguns relats diuen que va morir de manera violenta. Heràclit Pòntic diu que era d'origen traci i esclau. Claudi Elià el fa deixeble de Polícrates d'Atenes. Fou anomenat Ὁμηρομάστιξ i Κύων ῥητορικός (‘flagell d'Homer’ i ‘ca retòric’).
No se n'ha conservat cap obra, però coneixem els títols següents:
- Περὶ Ἀμφιπόλεως βιβλία τρία
- Ἰστορία ἀπὸ Θεογονίας ἕως τῆς Φιλίππου τελευτῆς
- Κατὰ Ἰσοκράτους τοῦ ῥήτορος
- Κατὰ τῆς Ὁμήρου ποιήρεως λόγοι ἐννέα.
- Ψόγος Ὁμήρου.
- Κατὰ Πλάτωνος
- Τενεδίων ἐγκώμιον
- Una obra sobre les figures d'un discurs.